# Mistrzostwa Europy w Pływaniu 1927 – 400 m stylem dowolnym mężczyzn

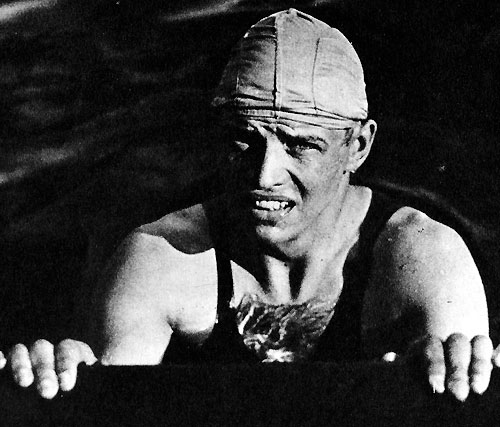
Arne Borg (SWE), zdobywca złotego medalu

Pływanie na 400 metrów stylem dowolnym mężczyzn było jedną z konkurencji pływackich rozgrywanych na Mistrzostwach Europy w Pływaniu w Bolonii. Znane są jedynie wyniki wyścigu finałowego. Złoto zdobył Szwed Arne Borg, obrońca tytułu mistrzowskiego na tym dystansie z I Mistrzostw Europy w Pływaniu z 1926 roku. Srebro zdobył obrońca tytułu wicemistrzowskiego Niemiec Herbert Heinrich, zaś trzecie – reprezentant Czechosłowacji Václav Antoš. 

## Finał
| Pozycja | Zawodnik          | Czas   |
| ------- | ----------------- | ------ |
|         | Arne Borg         | 5:08,6 |
|         | Herbert Heinrich  | 5:15,8 |
|         | Václav Antoš      | 5:16,2 |
| 4       | Feher             | 5:28,8 |
| 5       | Renato Bacigalupo | 5:35,0 |
| 6       | Friedel Berges    | 5:35,2 |